# Unidad de efectos

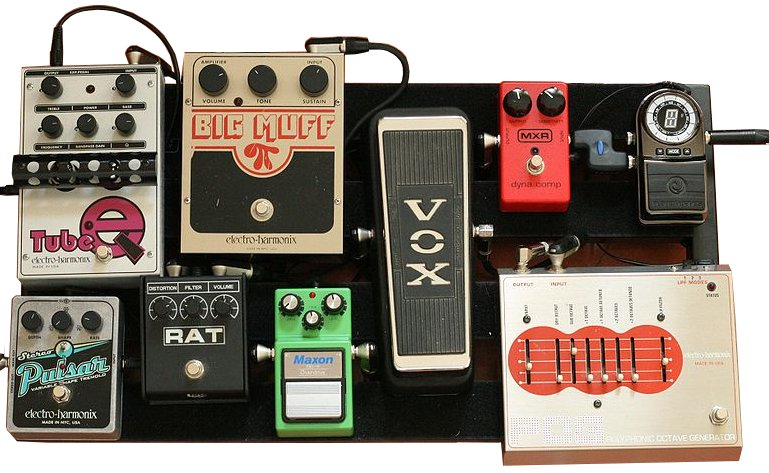
Un pedalboard permite al ejecutante crear una cadena de pedales lista para usarse. Orden de la cadena de señal: afinador, compresor, generador de octavas, pedal wah-wah, saturación, distorsión, fuzz, EQ y tremolo.

Las unidades de efectos son dispositivos electrónicos que alteran como un instrumento musical u otra fuente de audio suena. Algunos efectos agregan sutilmente un "color" al sonido, mientras que otros lo transforman dramáticamente. Los efectos son usados durante las presentaciones en vivo o en los estudios de grabación, normalmente con la guitarra eléctrica y bajo eléctrico. Mientras que frecuentemente son usados con instrumentos eléctricos o electrónicos, los efectos también pueden ser usados con instrumentos acústicos, baterías y voces. Ejemplos comunes de unidades de efectos son el wah-wah, distorsión y reverberación.
Los efectos se encuentran en amplificadores, unidades de mesa,  " stompboxes" y "rackmounts", o pueden estar construidos dentro de los mismos instrumentos musicales. Un stompbox (o "pedal") es una pequeña caja de metal o plástico colocada en el suelo frente al músico y conectada a su instrumento. La caja normalmente es controlada por uno o más pedales que funcionan como switches y tiene uno o dos efectos. Un rackmount está colocado en un rack estándar de 19 pulgadas y usualmente contiene varios tipos de efectos.
Mientras que no hay un consenso claro sobre como categorizar los efectos, los siguientes son clasificaciones comunes: distorsión, dinámica, filtros, modulación, tono/frecuencia, basados en tiempo y feedback/sustain. Los guitarristas tienen su sonido distintivo o "timbre" debido a la elección de su instrumento, pastillas, unidades de efectos y amplificador de guitarra.

## Formatos

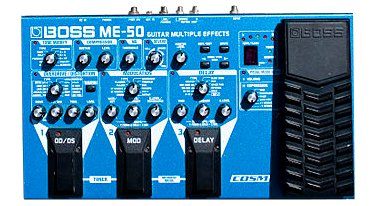
Pedal multi-efectos de guitarra Boss ME-50

Las unidades de efectos están disponibles en una variedad de formas o "factores de forma". Los pedales stompbox son usualmente los más pequeños, de bajo costo y los más resistentes. Los dispositivos rackmount son en general más costosos y ofrecen un amplio rango de funciones. Una unidad de efectos puede constar de un circuito analógico o digital o una combinación de ambos. Durante una presentación, el efecto es conectado a una ruta de "señal" eléctrica del instrumento. En el estudio, el instrumento u otra fuente de sonido auxiliar es conectada al efecto.

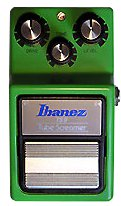
Pedal Ibanez Tube Screamer TS9

### Stompboxes
Stompboxes, o pedales de efectos, están diseñados para ser colocados en el suelo o en un pedalboard y es operado por el pie del usuario. Los pedales stompbox tienen un solo switch; uno a tres potenciómetros para controlar el efecto, ganancia o tono; un solo LED sirve para indicar si el afecto está activo. Pedales stompbox complejos pueden tener varios switches, número grandes de perillas, switches adicionales y una pantalla alfanumérica que indica el estatus del efectos con acrónimos cortos (ej. DIST para "distorsión").
Una "cadena de efectos" o "cadena de señal" puede formarse a través de conectar dos o más stompboxes. Las cadenas de efectos son normalmente creadas entre la guitarra y el amplificador o entre el preamplificador ("preamp") y el power amp. Cuando un pedal esta inactivo o apagado, la señal de audio eléctrica de un pedal es desviada en un "bypass", resultado en una señal "seca" la cual continua hacia otros efectos en la cade. De esta manera, los efectos en una cadena pueden ser combinados en varias formas sin tener que reconectar las cajas durante una presentación. Un "controlador" o "sistema de manejo de efectos" permite la creación de múltiples cadenas de efectos, con ello varias cadenas pueden ser entrelazadas o no a través de un solo switch. Los switches usualmente estar organizados en fila o en una simple rejilla.
Para preservar la claridad del tono, es común emplear los pedales de compresión, wah-wah y distorsión al inicio de la cadena; de modulación (chorus, flanger, phaser) a la mitad; y unidades de tiempo (delay/echo, reverb) al final. Cuando se emplean varios efectos puede aparecer un ruido o sonido no deseado. Algunos ejecutantes emplean un pedal gate de ruido al final de la cadena para reducir el sonido no deseado debido a las unidades de saturación o equipo antiguo.

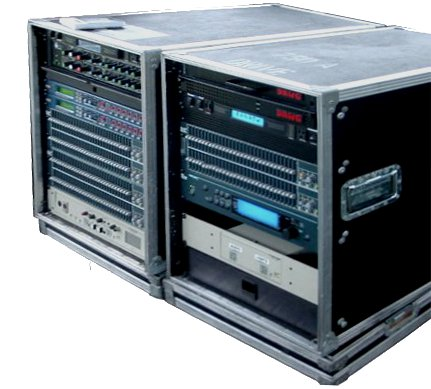
Efectos en un Rackmount

### Rackmounts
Los efectos rackmount están construidos en una caja diseñada para ser colocada en un rack de 19 pulgadas, el estándar de la industria de telecomunicación e informática. Una unidad rackmount puede estar integrada por circuito electrónico idéntico al de los stompbox, aunque sus circuitos son normalmente más complejos. A diferencia de los stompbox, los rackmount usualmente tienen diferentes tipos de efectos.
Los rackmounts son comúnmente usados en estudios de grabación y para la mezcla de audio en vivo, aunque existen varios músicos que los emplean en lugar de los stompbox. Los rackmounts son controlados por perillas o switches en la parte frontal y comúnmente a través de una interfaz de control MIDI digital. Durante las presentaciones en vivo, un músico puede operar los efectos de un rackmount usando un controlado de "pie".
Los racks "shock mount" son diseñados para músicos que emplean equipo para tours grande. Los dispositivos son menores a 19 pulgas de ancho y pueden usar adaptadores de "oído" especiales que permiten que sean colocados en un rack.

### Unidades incorporadas
Los efectos son comúnmente incorporados en los amplificadores y en algunos tipos de instrumentos. Los amplificadores de guitarras eléctricas normalmente tienen una reverberación y distorsión incorporada, mientras que una guitarra acústica y los amplificadores de teclado tienden a tener solo la reverberación. El Fender Bandmaster Reverb, por ejemplo, tiene un reverb y un vibrado incorporado.
Desde los 2000, los amplificadores de guitarra comenzaron a tener multi-efectos integrados o modelado digital de efectos. Los amplificadores de bajo con efectos incorporados no sondan comunes, aunque algunos pueden poseer de un compresor/limitador o distorsión. Instrumentos con efectos incorporados incluyen el órgano Hammond, el  órgano eléctrico, el piano electrónico y los sintetizadores digitales. Ocasionalmente, las guitarra eléctricas o electroacústicas tiene efectos integrados, como el preamplificador o ecualizador.

### Multi-efectos y unidades de mesa
Un dispositivo multi-efectos (también llamado dispositivo "multi-FX") es un solo pedal de efectos electrónico o un dispositivo rackmount que contiene varios efectos electrónicos. Los dispositivos multi-efectos permiten a los usuarios realizar combinaciones "predefinidas" de diferentes efectos, dando a los músicos un rápido manejo en el escenario a diferentes combinaciones de efectos.
Una unidad de mesa es un tipo de dispositivo multi-efectos que se coloca en una mesa y es controlado de manera manual. Un ejemplo es el modelador de amplificador de guitarra Pod. Los efectos digitales para los DJ's son usualmente vendidos como modelos de mesa, psique las unidades pueden ser colocadas junto con la mezcladora, tornamesa o equipo de scratch.

## Historia

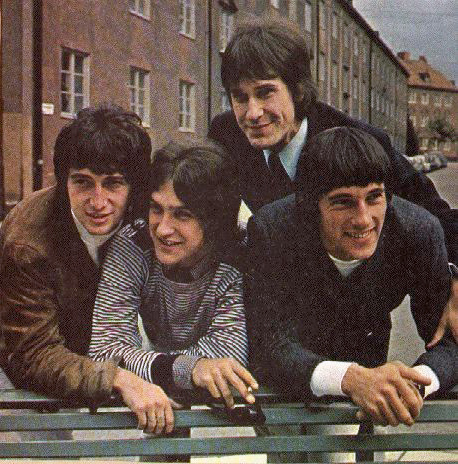
En 1964, Dave Davies (segundo de la izquierda), guitarrista principal de The Kinks, famoso por su sonido distorsionado en "You Really Got Me" haciendo cortes en los conos de su amplificador..

### Efectos de estudio y las primeras unidades independientes
Los primeros efectos de sonido se encontraban estrictamente en las producciones de estudios de grabación. A mediados y finales de los cuarenta los ingenieros de audio y músicos experimentales como Les Paul comenzaron a manipular las cinta de grabación para crear efectos de eco y sonidos futuristas inusuales. Las técnicas de colocación de micrófonos eran usadas en espacios con propiedades acústicas diseñadas para simular las cámaras de eco.

 En 1948  DeArmond lanzó el Trem-Trol, la primera unidad de efectos independiente comercial. Este dispositivo producía un tremolo a través de enviar la señal eléctrica del instrumento a un fluido electrolítico. La mayoría de los efectos independientes de los cincuenta y principios de los sesenta como el Gibson GA-VI vibrato unit y el Fender reverb box, eran costosos y poco prácticos, requiriendo de grandes transformadores y altos niveles de voltaje. Las unidades independientes originales no eran especialmente demandadas ya que comenzaron a existir amplificadores con efectos integrados. La primera unidad independiente popular fue el Watkins Copicat de 1958, un grabadora de cinta relativamente portátil hecha famosa por la banda inglesa The Shadows.

### Amplificadores

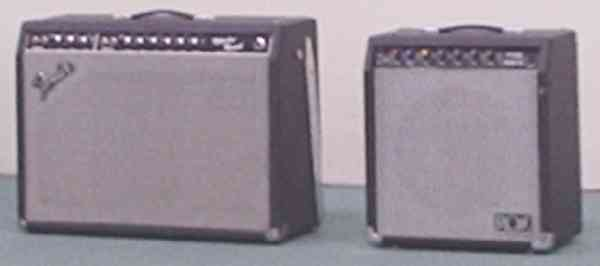
Un amplificador combo Fender, el Vibrolux y un amplificador ROSS.

Los efectos integrados en los amplificadores fueron los primeros efectos en ser usados de manera regular fuera del estudio por guitarristas. Desde finales de los cuarenta en adelante, la compañía Gibson comenzó a incluir circuitos de vibrato en sus amplificadores combo. En 1950 el amplificador Ray Butts EchoSonic fue el primero en el sonido de eco "slapback", el cual rápidamente se popularizó entre guitarristas como Chet Atkins, Carl Perkins, Scotty Moore, Luther Perkins y Roy Orbison. En los cincuenta el tremolo, vibrato, y la reverberación estuvieron disponibles como efectos integrados en varios amplificadores de guitarra. Los amplificadores de válvulas Premier y Gibson integraron un reverb. Fender comenzó a fabricar amplificadores tremolo como Tremolux en 1955 y Vibrolux en 1956.
La distorsión originalmente no fue un efecto planeado por los fabricantes de amplificadores, pero podía ser fácilmente conseguido a través de la "sobresaturación" de la fuente de poder de los primeros amplificadores de válvulas. En los cincuenta, los guitarristas comenzaron deliberadamente a incrementar la ganancia a mayores niveles para conseguir una "calidez" en el sonido de sus guitarras. Entre los primeros músicos que comenzaron a experimentar con la distorsión se encuentran Willie Johnson de Howlin' Wolf, Goree Carter, Joe Hill Louis, Ike Turner, Guitar Slim, y Chuck Berry.
En 1954 Pat Hare produjo power chords sumamente distorsionados para varias grabaciones (incluyendo Cotton Crop Blues de James Cotton), creando un "desagradable, valiente y feroz sonido de guitarra", conseguido a través de girar la perilla del amplificador "hasta la derecha hasta que la bocina estuviera gritando". La grabación de Link Wray "Rumble" (1958) inspiró a jóvenes músicos como Pete Townshend de The Who, Jimmy Page de Led Zeppelin, Jeff Beck, Dave Davies de The Kinks y Neil Young a continuar explorando la distorsión. Davies sería famoso por cortar los conos de las bocinas de su amplificador con una navaja para conseguir un sonido más "sucio" con su guitarra en la canción "You Really Got Me" (1964). En 1966, la compañía británica Marshall Amplification comenzó a fabricar el Marshall 1963, un amplificador de guitarra capaz de producir un "crunch" distorsionado que los músicos de rock comenzaron a buscar.

### Stompboxes
El transistor electrónico hizo posible meter la creatividad sonora de un estudio de grabación en una pequeña y portátil unidad stompbox. Los transistores remplazaron a las válvulas, permitiendo crear formatos más compactos y con gran estabilidad. El primer efecto de guitarra en ser adaptado a transistores fue el pedal 1962 Maestro Fuzz Tone, el cual se convirtió en una sensación después de su uso por los Rolling Stones en "(I Can't Get No) Satisfaction" (1965).
Warwick Electronics fabricó el primero pedal wah-wah, el The Clyde McCoy, en 1967 y después en el mismo año Jim Morris of Kelsey-Morris Sound desarrollo el primer efecto de octava, el cual Jimi Hendrix lo llamaría "Octavio". En 1968, Univox comenzó a comercializar su pedal Uni-Vibe, un efecto diseñado por el ingeniero en audio Fumio Mieda que imitaba el efecto phase shifter y el chorus de la bocina Leslie usada en el órgano Hammond. Los pedales se convirtieron en los efectos favoritos de los guitarristas Jimi Hendrix y Robin Trower. Después de escuchar por primera vez el Octavia, Hendrix afirma que corrió hacia el estudio e inmediatamente lo uso para grabar los solos de "Purple Haze" y "Fire" A mediados de los setenta una variedad de pedales de efectos de estado sólido surgieron como el flanger, chorus, ring modulator y phase shifter.
En los ochenta, las unidades rackmounts digitalizadas comenzaron a reemplazar a los stompbox en formato. Otros músicos grabarían las pistas "limpias" en el estudio y la efectos se los agregarían en posproducción. El éxito del álbum Nevermind (1991) de Nirvana ayudó a incrementar el interés por los stompbox. A través de los noventa, los músicos buscaron una estética "Lo-Fi" como J Mascis de Dinosaur Jr., Stephen Malkmus de Pavement y Robert Pollard de Guided by Voices continuaron usando pedales analógicos.
Los efectos y las unidades de efectos, los stompbox en particular, han tenido éxito en álbumes y canciones de músicos pop y rock, El Big Muff, un efecto de fuzz clásico, fabricado por Electro-Harmonix, es conmemorado por Depeche Mode en la canción "Big Muff" del álbum "Speak & Spell" y en el EP de la banda Mudhoney titulado Superfuzz Bigmuff.  Nine Inch Nails, Pink Floyd, George Harrison, They Might Be Giants y Joy Division, entre otros músicos, son conocidos por haber referenciado a los efectos en su música.

## Tipos

### Efectos temporales vs efectos dinámicos
Los efectos de audio generalmente pueden ser separados en dos categorías, efectos dinámicos, que alteran la amplitud de una señal de sonido, como la distorsión, compresión y ecualización; y los efectos temporales que afecta el tiempo, fase y frecuencia de una señal, como la reverberación, el delay y el cambio de tono/auto-armonía. Es normal (pero no requerido) que los efectos sean usados como *inserts* en un canal o en un grupo, y los efectos temporales en un envío *auxiliar*.

### Distorsión

El "Clipping" de una señal de audio de un instrumento produce distorsión

Los efectos de distorsión crean sonidos "cálidos", "sucios" y con "fuzz" a través de "clipear" la señal de auido de un instrumento, la cual distorsiona la forma de onda y agrega sobretonos. Los efectos de distorsión algunas veces son llamados efectos de "ganancia", debido a que los sonidos distorsionados de guitarra eran conseguidos a través del incremento de la fuente de poder (ganancia) al amplificador de bulbos.
Distorsión y sobresaturación: las unidades de distorsión y saturación remodelan o "clipean" la forma de onda de una señal de audio haciendo que sus picos se recorten, creando sonidos "cálidos" agregando armónicos o sonidos "ásperos" agregando sobretonos enarmónicos. En los amplificadores de bulbos, la distorsión es creada comprimiendo la señal de salida de un instrumento en válvulas de vacío. Los pedales de distorsión producen picos perfectamente recortados o "clipeados". Los pedales de sobresaturación producen una distorsión "suave" como la distorsión de las válvulas comprimiendo la onda sinusoidal sin recortarla. Como los amplificadores de bulbos, las unidades de sobresaturación predicen sonidos "limpios" a bajo volumen y sonidos distorsionados "cálidos" a volúmenes altos. Los pedales de distorsión y saturación pueden ser de transistores o digitales.

Efectos de distorsion y sobresaturación:  Boss DS-1 Distortion, Ibanez Tube Screamer, Marshall ShredMaster, MXR Distortion +, Pro Co RAT
Fuzz: Un pedal de fuzz o fuzzbox es un tipo de pedal de sobresaturación que clipea una onda de sonido hasta que se acerca a una onda cuadrada, resultando en un sonido sumamente distorsionado o con "fuzz". Las fuzzbox pueden tener un circuito multiplicador de frecuencias para conseguir una timbrica dura agregando armónicos complejos. "(I Can't Get No) Satisfaction" de The Rolling Stones popularizó el uso del fuzz. El bajo fuzz (también llamado "bajo sobresaturado") es un estilo de ejecución del bajo eléctrico que produce un sonido con zumbidos y sobresaturado a través de un amplificador de transitores o bulbos o usando un pedal de sobresaturación.

Efectos fuzz:  Arbiter Fuzz Face, Electro-Harmonix Big Muff, Shin-ei Companion FY-2, Univox Super-Fuzz, Vox Tone Bender, Z.Vex Fuzz Factory

### Dinámicos
También llamados de volumen o efectos de amplitud, los efectos dinámicos modifican el volumen de un instrumento, Los efectos dinámicos fueron los primeros efectos en ser introducidos a los guitarristas.
Pedal de boost/volumen: Un pedal de boost o "empuje limpio" amplifica el volumen de un instrumento incrementando la amplitud de la señal de audio. Estas unidades en general son usadas para "alzar" el volumen en los solos y prevenir una pérdida de señal en "cadenas de efectos" largas. Un guitarrista que cambia de guitarra rítmica a principal puede usar el "boost" para incrementar el volumen de su solo.
 Los pedales de volumen son comúnmente usados para crear efectos que suavizan removiendo el ataque de una nota o acorde, popularmente por los guitarristas de steel guitar.
Efectos de volumen: Electro-Harmonix LPB-1, Fender Volume Pedal, MXR Micro Amp.
Compresor: Los compresores hacen que los sonidos estruendosos disminuyan su nivel y los silenciosos incrementen su volumen disminuyendo o "comprimiendo" el rango dinámico de una señal de audio. Un compresor es comúnmente usado para estabilizar el volumen y suavizar el ataque de una nota disminuyéndolo y amplificando su sustain. Un compresor también puede funcionar como un limitador con los parámetros de sus controles a niveles extremos.

Efectos de compresión: Keeley Compressor, MXR Dyna Comp.
Puertas de ruido: Las puertas de ruido eliminan el  "hum", "hiss" y "estática" disminuyendo el volumen de los sonidos que están por debajo del threshold. Las puertas de ruido son expansores, lo cual significa que a diferencia de los compresores, incrementan el rango dinámico de una señal de audio para hacer que los sonidos silenciosos sean menores. Si se emplea con valores extremos junto con reverberación, pueden crear efectos inusuales como el efecto gated reverb usado en canciones pop de los ochenta, un estilo que popularizó Phil Collins con la canción "In the Air Tonight".

Efectos de puerta de ruido: Boss NS-2 Noise Suppressor.

### Filtros

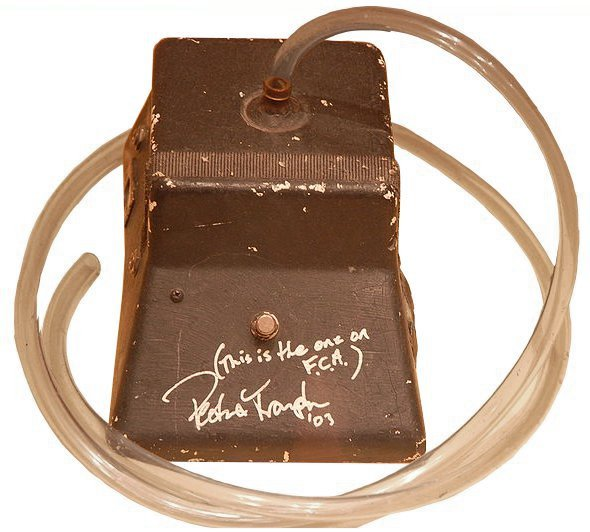
Talk box de Peter Frampton

Los efectos de filtro alteran el contenido de frecuencias de una señal de audio pasa a través de ellos amplificando o disminuyendo frecuencias específicas o regiones de frecuencias.
Ecualizador: Un ecualizador es un set de filtros lineales que fortalecen ("boost") o debilitan ("cut") regiones de frecuencias específicas. Mientras que los estéreos casero usualmente tienen ecualizadores de dos bandas, para ajusta el bajo y los medios, ecualizadores gráficos profesionales gráficos ofrecen un control más enfocado a través del espectro de frecuencias. Los ingenieros de audio usan ecualizadores sofisticados para eliminar sonidos no deseados, hacer un instrumento o voz más prominente y amplificar aspectos del tono de la voz.

Efectos de ecualización: Boss GE-7 Equalizer, MXR 10-band EQ Pedal.

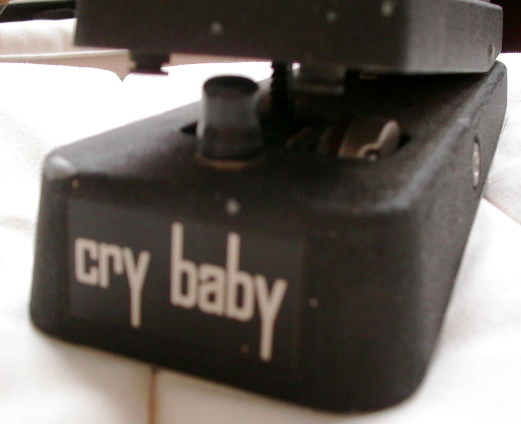
Thomas Organ Cry Baby (1970) fabricado por JEN

Talk box: Un talk box dirige el sonido de una guitarra o sintetizador a la boca de un ejecutante permitiendo que moldee el sonido en vocales y consonantes. El sonido modificado es captado por un micrófono. De esta manera la guitarra es capaz de "hablar". Algunos famosos usos del talkbox incluyen "Livin' on a Prayer" de Bon Jovi, "Black Man" de  Stevie Wonder, "Kickstart My Heart" de Mötley Crüe, "Rocky Mountain Way" de Joe Walsh, "Man in the box" de Alice in Chains y "Show Me the Way"de  Peter Frampton.

Talk boxes: Dunlop HT1 Heil Talk Box, Rocktron Banshee.
Wah-wah: Un pedal wah-wah crea sonidos como de vocal alterando el espectro de frecuencias producido por un instrumento, ej. que tanto volumen existe entre una separación de frecuencias, que es conocido como barrido de frecuencias. El dispositivo es operado a través de un pedal que abre y cierra un potenciómetro. Los pedales Wah-wah son comúnmente usados por guitarristas de funk y rock.
Efectos Wah-wah: Dunlop Cry Baby, Morley Power Wah, Musitronics Mu-Tron III.

### Modulación
Modulación es una característica de control en lugar de una arquitectura específica en donde uno (o más) parámetros de procesamiento tienen efecto sobre una señal de audio que varia a través del tiempo creando sonidos con características tonales inusuales. Algunos efectos de modulación mezclan ("modulan") la señal de audio de un instrumento con una señal generada por el efecto llamada onda portadora. Other modulation effects split an instrument's audio signal in two, altering one portion of the signal and mixing it with the unaltered portion.
Chorus: Los pedales choris imitan el efecto de coro y cuerdas de orquesta producido naturalmente a través de variaciones mínimas en la timbrica y el tono, mezclado sonidos con diferencias mínimas de timbre y tono. Un efecto chorus divide la señal de audio del instrumento al amplificador, y agrega un delay corto con variaciones de frecuencia o "vibrato" a parte de la señal y dejando el resto sin alterar. Un uso conocido del chorus es en la guitarra principal de Nirvana "Come as You Are".

Efectos de chorus: Boss CE-1 Chorus Ensemble, Electro-Harmonix Small Clone, TC Electronic Stereo Chorus.
Flanger: Un flanger crea el sonido de un "jet" o "nave espacial", simulando el efecto de estudio producido a través de la grabación de dos cintas magnéticas sincronizadas y periódicamente desacelerando una cinta presionando la orilla del rollo (el "flange"). Cuando las señales de audio de las dos cintas son mezcladas un filtro comb puede ser escuchado. Las unidades de flanger agregan una versión variable de delay de la señal de audio a la original, creando un comb filter o efecto Doppler. Algunos usos famosos de los efectos de flanger son  "Walking on the Moon" de The Police, la introducción de "Ain't Talkin' 'Bout Love" de Van Halen y "Barracuda" de Heart.

Efectos de flanger: Electro-Harmonix Electric Mistress, MXR Flanger.
Phaser: Un phaser o "cambio de fase" crea un efecto ligero de "ola", amplificando algunos aspecto del tono mientras que disminuye otros, dividiendo la señal de audio en dos y alterando la fase de una porción. Existen tres conocido ejemplos de phaser, una parte de tapping a dos manos de la versión instrumental de Eruption de Van Halen y la parte de teclado de "Just the Way You Are" de Billy Joel y "Slip Slidin' Away" de Paul Simon.

Efectos de phaser: Electro-Harmonix Small Stone, MXR Phase 90, Univox Uni-Vibe.
Modulación en anillo: Un modulador en anillo produce un sonido resonante y metálico cuando se mezcla la señal de audio con una onda portadora generada por el oscilador electrónico interno del dispositivo. La onda de sonido original es suprimida y remplazada por un "anillo" de inarmónicos altos y tonos bajos o "sidebands". Un uso famoso de la modulación en anillo es la guitarra de "Paranoid" de Black Sabbath.

Efectos de modulación en anillo: moogerfooger MF-102 Ring Modulator.
Tremolo: Un efecto de tremolo produce una variación rápida y pequeña en el volumen de una nota o acorde. El "efecto tremolo" no debe ser confundió con el nombre de "barra de tremolo", un dispositivo colocado en el puente de la guitarra que crea un vibrato. En los efectos con transistores, un tremolo es producido por la mezcla de la señal de audio de un instrumento con una onda portadora sub-audible que genera variaciones de amplitud en la onda sonora. El intro de guitarra en "Gimme Shelter" de Rolling Stones tiene efecto de tremolo.
Efectos de tremolo: Demeter TRM-1 Tremulator, Fender Tremolux.
Vibrato: El efecto de vibrato produce una variación rápida y pequeña en el tono, imitando las variaciones fraccionarias de semitonos producidas naturalmente por los cantantes de ópera y violinistas cuando es prolongada una sola nota. El efecto de vibrato comúnmente permite al ejecutante controlar el nivel de variación así como la diferencia entre el tono (ej. "profundidad"). Un vibrato con "profundidad" extrema (ej. medio semitono o más) producirá un sonido con ululato dramático. En los efectos con transistores, el vibrato es producido cuando se mezcla la señal de audio con una onda portadora de manera que genera variaciones de frecuencia en la onda sonora. Los guitarristas emplean los términos "vibrato" y "tremolo" de manera errónea. Una "unidad de vibrato" en un amplificado de guitarra produce un tremolo, mientras que una "barra de tremolo" o "barra whammy" en una guitarra produce vibrato. Efectos de vibrato: Boss VB-2 Vibrato.

### Tono/frecuencia

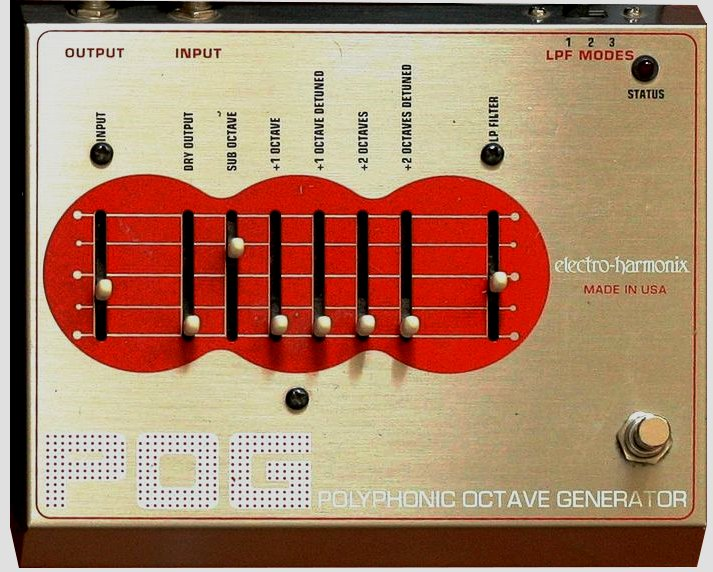
Un Electro-Harmonix Polyphonic Octaver Generator (POG)

Los efectos de tono/frecuencia modifican el tono alterando la frecuencia de la onda sonora o agregando nuevos armónicos
Pitch shifter y armonizador: Un pitch shifter incrementa o disminuye (ej. transposición) cada nota que el ejecutante toque en algún intervalo predefinido. Por ejemplo, un pitch shifter definido para incrementar el tono en una cuarta incrementará cada nota en cuatro intervalos diatónicos sobre las notas que se estén tocando. Pitch shifters sencillos incrementan o disminuyen el tono en una o dos octavas, mientras que dispositivos más sofisticados ofrecen un rango de alteraciones de intervalos.
Un armonizador es un tipo de pitch shifter que combina el tono alterado con la señal original para crear armonía de dos o más notas. Algunos armonizadores son capaces de crear efectos como chorus agregando pequeños cambios en el tono.
Efectos pitch shift: DigiTech Whammy, Electro-Harmonix POG.

### De tiempo
Los efectos de tiempo retrasan la señal de sonido original o agregan ecos.

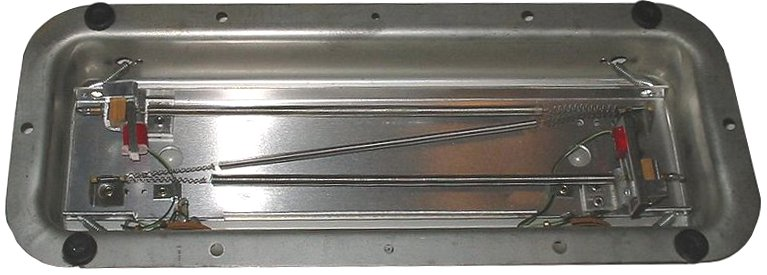
Un reverberador de resorte

Delay/eco: Las unidades de delay/eco producen un efecto de eco agregando una señal eléctrica duplicada de un instrumento a la señal original con un tiempo de diferencia. El efecto puede ser un simple eco llamado "slap" o "slapback, o múltiples ecos. Un conocido uso del delay es la guitarra principal de la canción "Where the Streets Have No Name" de U2.
Efectos de delay:  Boss DD-3 Digital Delay, Electro-Harmonix Deluxe Memory Man, Line 6 DL4, Roland RE-201.
Pedal de loop: Un pedal de loop o "repetidor de frases" permite al ejecutante grabar y posteriormente reproducir una frase o pasaje de una canción. Los loops pueden ser creados durante una presentación (live looping)  o pueden ser pregrabados. Algunas unidades permiten al ejecutante realizar varios loops al mismo tiempo. El primer efecto de loop fue creado con una cinta magnética usando una grabadora. Algunos estudios emplean cintas debido a que buscan un sonido antiguo. Los efectos de loop digital recrean este efecto usando una memoria electrónica.
Efectos de loop: Boss RC-30 Loop Station.
Reverb: Las unidades de reverb simulan sonidos producidos por un espacio acústico finito creado ecos prolongados que gradualmente de desvanecen o "decaen". Una de las primeras técnicas para crear el efecto de reverberación fue enviar una señal amplificada a una habitación con superficies reflejantes, como un baño, y después se graban las reverberaciones naturales. Un sistema de reverberación de placa usa un transductor electromagnético para crear vibraciones en la placa de metal. Los sistemas de reverberación de resorte, los cuales son comúnmente usados con los amplificadores de guitarra, usan un transmuto para crear vibración en un resorte. Los efectos de reverb digital usan algoritmos para el procesamiento digital de señales que crean el efecto de reverberación, usualmente usando feedbacks múltiples con circuitos de delay. La música rockabilly y el surf son dos géneros que hacen un uso extensivo de la reverberación.

Efectos de reverb: Electro-Harmonix Holy Grail, Fender Reverb Unit.

### Feedback/sustain

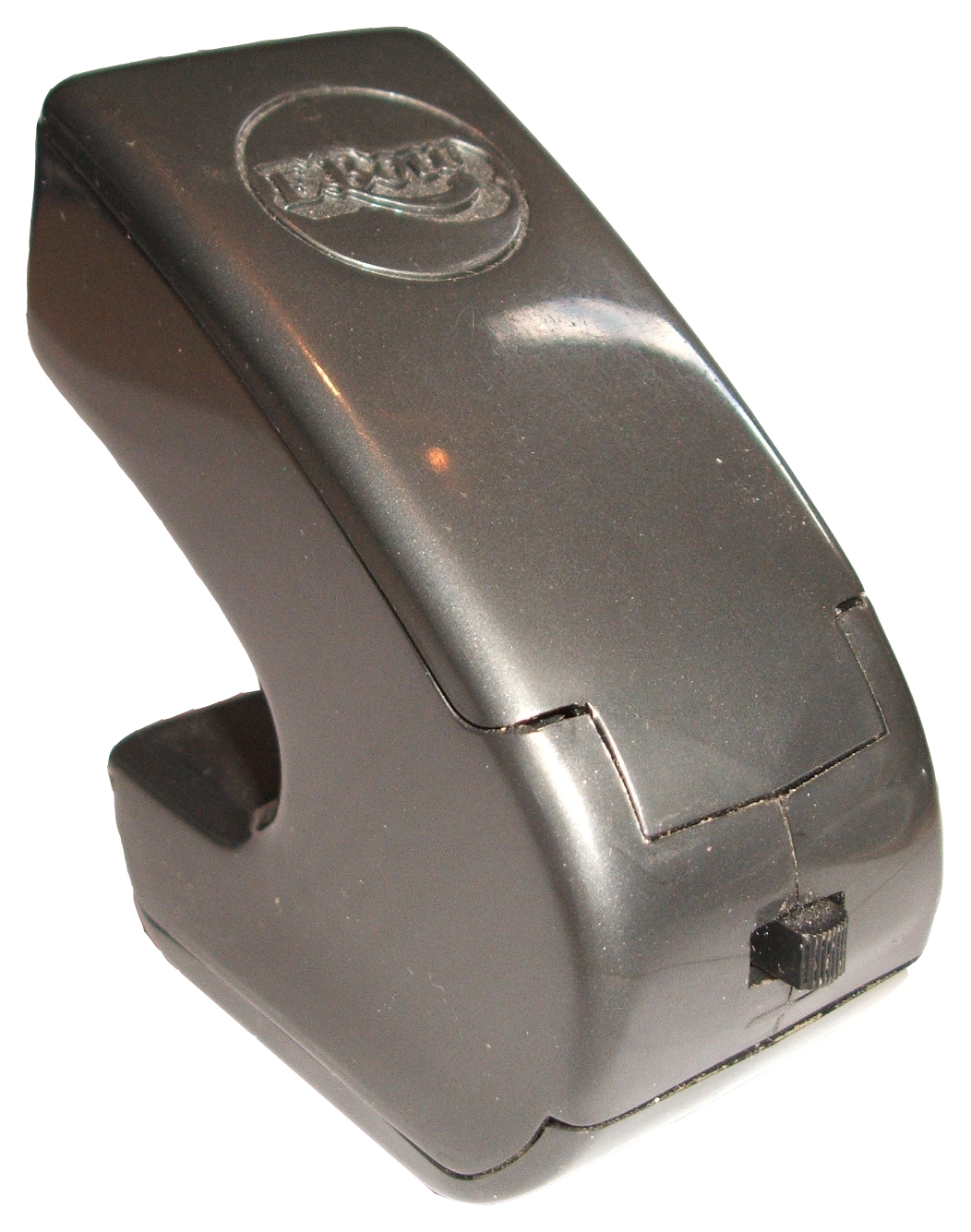
Un EBow

Feedback: El feedback es un efecto producido cuando un sonido amplificado es captado por un micrófono y reproducido nuevamente a través de un amplificador, inicialmente un "loop de feedback". El feedback fue iniciado por guitarristas como Jimi Hendrix generando cuando se toca el instrumento directamente frente a un amplificador a un alto volumen. Esta relativa técnica primitiva tiende a crear sonidos sobretonos agudos y puede ser difícil de mantener. También tiende a ser difícil de determinar el nivel de volumen y las posición relativa de la guitarra frente a la bocina que permita las condiciones de feedback.
EBow es el nombre de una marca de Heet Sound Products, de Los Ángeles, California, del original resonador compacto, inventado por Greg Heet. El resonador utiliza un circuito de pastillas, incluyendo un sensor de bobina, una bobina de conducción y un amplificador, para inducir la resonancia. El resonador Ebow es monofónico y emplea solo una cuerda a la vez; otros resonadores de guitarra o bajo, fabricados bajo la marca SRG, producido por Aescher Europa en Alemania, están disponibles en modelos monofónicos y polifónicos, los cuales incluyen diferentes switches, como HPF (high pass filter) para resaltar los armónicos y producir efectos de feedback, y LPF (low pass filter), produciendo un aumento en las frecuencias bajas con un sonido de chelo con cuerdas densas. Los modelos posteriores de Ebow, como el plus Ebow, tienen un slide switch en la parte trasera, el cual permite que el ejecutante produzca solo sustain o feedback de sobretonos además del sustain.
Varios pedales de compresión son comúnmente vendidos cono "pedales de sustain". Cuando una nota es sostenida, pierde energía y volumen debido a disminución de la vibración de la cuerda. El pedal de compresión refuerza la señal eléctrica especificada en el rango dinámico, prolongando ligeramente la duración de la nota. Esto combinado con una distorsión elevada y con una cercanía de la guitarra y la bocina, pueden crear niveles altos de sustain infinito.

### Otros efectos
Seguidor de envolventes: Un seguidor de envolventes activa un efecto a un volumen designado. Un efectos que usa el seguidor de envolventes es el "auto-wah", el cual produce un efecto "wah" dependiendo de que tan alto o bajo es el nivel de las notas tocadas.

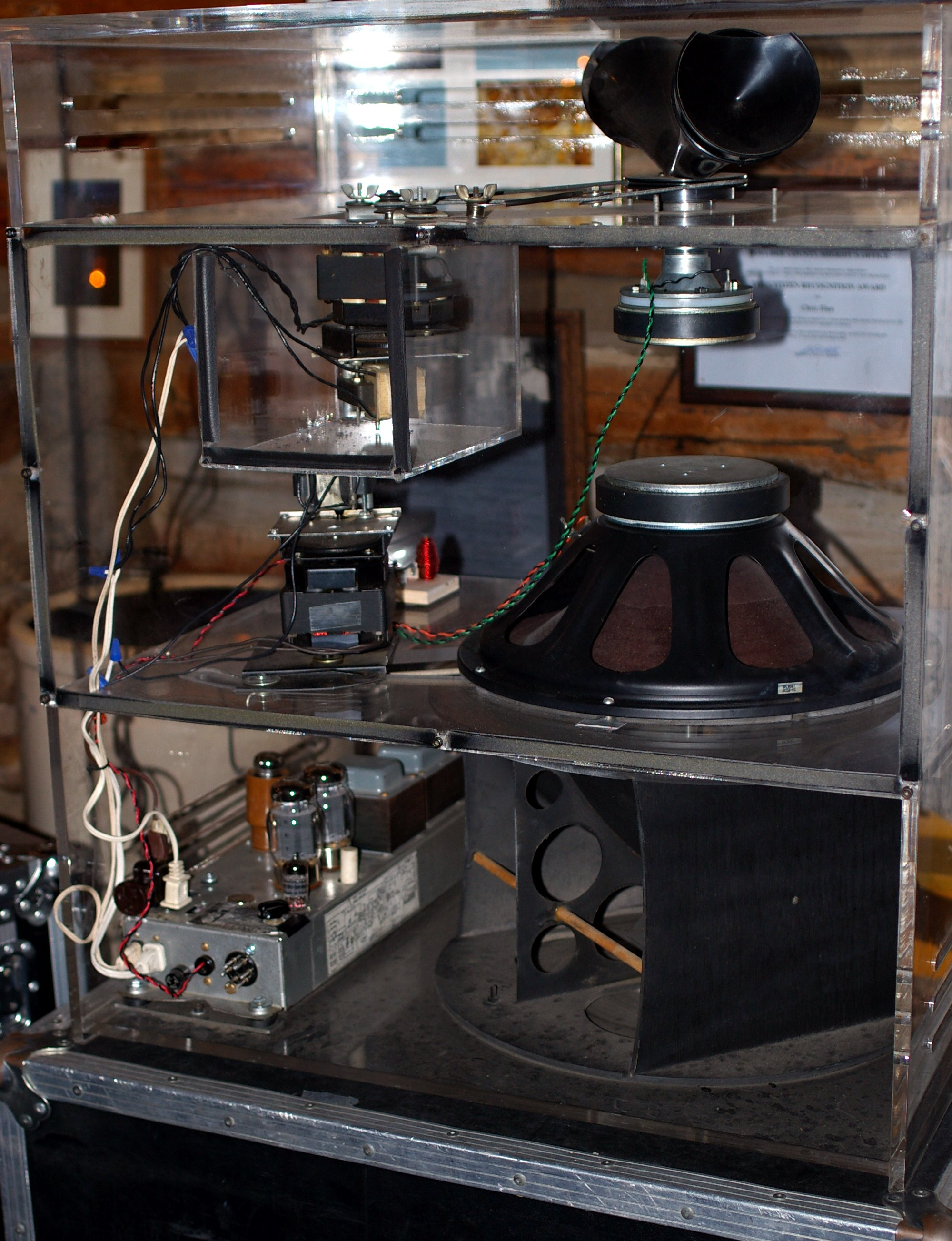
Una bocina rotatoria Leslie en un gabinete transparete

Modelador de amplificador de guitarra: Un modelador de amplificador de guitarra es un efecto digital que replica el sonido de varios amplificadores, comúnmente los amplificadores de bulbos analógicos. Efectos modelados sofisticados pueden simular los gabinetes de las bocinas y técnicas de microfoneo. Un simulador de bocina rotatoria imita el sonido del efecto Doppler en la bocina Leslie replicando el volumen y las modulaciones de tono, capacidad de sobresaturación y phase shifters.
Efectos de corrección de tono/voz: Los efectos de corrección de tono usan algoritmos de procesamiento de señal para afinar la entonación de la presentación de un cantante o crear efectos inusuales como vocoder.
Simuladores: Los simuladores permiten que las guitarras eléctricas imiten el sonido de otros instrumentos como guitarra sajona, bajo eléctrico y sitar.Los simuladores de pastillas usadas en guitarra de pastillas single coil replican el sonido de guitarra con pastillas humbucker o viceversa. Un defreter es un efecto de bajo eléctrico que simula el sonido de un bajo sin trastes. El efecto usa un controlador de voltage y un controlador de amplificación por voltage para "suavizar" el ataque de una nota tanto en volumen como en timbre.
Bocinas rotatorias son amplifcadores/bocinas especialmente construidas para crear efectos de sonido especiales usando el efecto Doppler rotando las bocinas o conducto de sonido directo. La bocina rotatoria crea un efecto parecido al chorus. Nombrado por su inventor, Donald Leslie, es particularmente asociada con el órgano Hammond pero usado en una variedad de instrumentos así como en voces. La combinación Hammond/Leslie se ha convertido en un elemento de diferentes géneros de música. Las marcas Leslie Speaker y Hammond Organ les pertenecen a Suzuki Musical Instrument Corporation. El stompbox que simula este efecto es el pedal Uni-Vibe.

### Efectos de bajo
Algunos efectos electrónicos están diseñados para el uso con bajos eléctricos, incluyendo el fuzz, un pedal de distorsión o sobresaturación diseñado para el bajo y bajo chorus, un efecto de Chorus diseñado para el bajo eléctrico. En ambos casos, los efectos están optimizados para trabajar con frecuencias graves propias del bajo.

## Pedales boutique

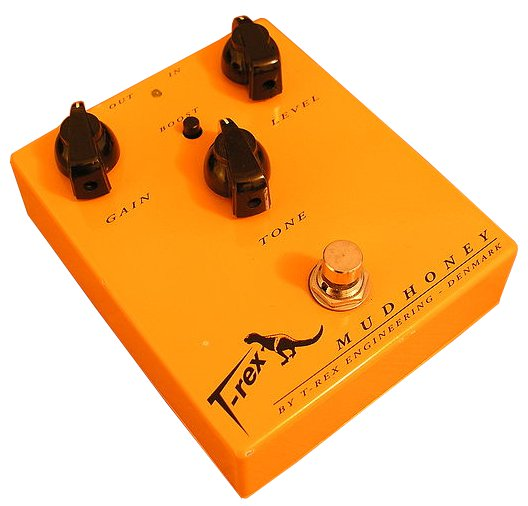
El pedal de sobresaturación "Mudhoney" de T-Rex

Los pedales boutique son diseñados por pequeñas compañías independientes y son producidos en cantidades limitadas. Algunos inclusive son hechos a mano, con conexiones soldadas. Estos pedales son distribuidos principalmente en línea o a través de correo, o vendidos en algunas tiendas de música. Son comúnmente más caros que los pedales producidos en masa y ofrecen características no comunes como switches DI, componentes de calidad, diseños innovadores, perillas caseras y con trabajos pintados a mano. Algunas compañías boutique se enfocan en recrear efectos clásicos o antiguos.
 Algunos fabricantes de pedales boutique son: Analog Man, BJFE, Pete Cornish, Emlyn Crowther, Death By Audio, Devi Ever, Robert Keeley, Roger Linn, Roger Mayer, Strymon, T-Rex Engineering, ToadWorks y Z.Vex Effects

### Modificación de unidades de efectos
Existe también un mercado de nicho por la modificación de efectos. Normalmente, los vendedores ofrecen servicios de modificación personalizados o venden nuevos pedales de efectos los cuales han sido modificados. El Ibanez Tube Screamer, Boss DS-1, Pro Co RAT y DigiTech Whammy son algunos de los efectos más modificados. Modificaciones comunes incluyen cambios de valores de los capacitares o resistencias, agregando cajas directas por lo que el efecto no es más una ruta de señal, sustituyendo componentes de calidad, remplazando los amplificadores operacionales originales de la unidad o agregando nuevas funciones al dispositivo permitiendo un control adicional de algún factor o alguna salida de audio.

## Otros pedales y unidades rackmount
No todos los stompboxes y dispositivos electrónicos rackmount diseñados para músicos son efectos. Los pedales afinadores de estrobos y los afinadores electrónicos indican cuando la cuerda de una guitarra está afinada. Un switch de pedal como el pedal "A/B" enruta la señal de la guitarra al amplificador o permite al ejecutante cambiar entre dos guitarras o entre dos amplificadores.
Los amplificadores de guitarra y de teclados electrónicos pueden tener pedales de switch para activar una reverberación integrada o efectos de distorsión; los pedals contienen solo un switch, con el circuito para que el efecto sea almacenado en un chasis de amplificador. Algunos músicos quienes utilizan efectos rackmount o laptops emplean un controlador MIDI de pedales o con controles remotos para activar el samples, cambiar entre diferentes efectos o controlar parámetros de efectos. Un pedalero es un teclado operado con los pies que típicamente es usado para tocar líneas de bajo.